# Bradysia giraudii
Bradysia giraudii är en tvåvingeart som först beskrevs av Egger 1862.  Bradysia giraudii ingår i släktet Bradysia och familjen sorgmyggor.
Artens utbredningsområde är Österrike. Arten är reproducerande i Sverige. Inga underarter finns listade i Catalogue of Life.